# جامعة شلمنقة
جامعة شلمنقة أو سَلَمنكة (بالإسبانية: Universidad de Salamanca)‏ هي أقدم جامعة في إسبانيا موجودة حتى الآن، وواحدة من أقدم أربع جامعات مفتوحة حاليًا في أوروبا، وتأتي بعد بولونيا وأوكسفورد وباريس (والتي تعرف حاليا بجامعة سوربون). يقع مقر الجامعة في مدينة شلمنقة بمنطقة قشتالة وليون.
تُعد هي الجامعة الأقدم في مدينة شلمنقة. كان الحرم الجامعي المؤسس في عام 1218 في تلك اللحظة هو ثاني أقدم حرم في إسبانيا، بعد جامعة بالانثيا، التي أسّست بين عامي 1208 و1214، وكانت هي المؤسسة التعليمية الأولى من نوعها والتي مُنحت لقب جامعة استنادًا إلى المرسوم الملكي السامي الصادر عن ألفونسو العاشر في التاسع من تشرين الثاني عام 1252، والذي صادقه لاحقا مجلس تعليم أليخاندرو الرابع بمنحها الرخصة في سنة 1255/12/13.
كانت مدرسة شلمنقة خلال العصور الوسطى معقل اللاهوتين والمفكرّين الإسبان والبرتغاليين ومنارة اللاهوت والفلسفة المسيحية خلال عصر النهضة.
وكان المسح العام للجامعة التي أنشئت عام 1218، قد أقر بأنها ثاني أقدم جامعة في إسبانيا، بعد جامعة بلنسية، التي تأسست بين عامي 1208 و1214. بالإضافة إلى كونها أول مؤسسة تعليمية أوروبية تحصل على لقب جامعة عام 1255 من ألكسندر الرابع، بابا الكنيسة الكاثوليكية آنذاك. ووصل عدد طلابها في الفصل الدراسي 2011/2012 إلى 32.406 طالب.

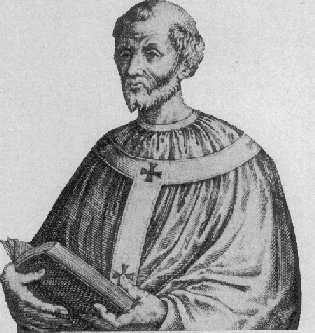
ألكسندر الرابع، بابا الكنيسة الكاثوليكية

## تاريخ

### تأسيس وتدعيم الجامعة
وتعود أصولها - كما معظم الجامعات الأوروبية في القرون الوسطى- إلى مدارس كاتدرائية موجودة أصلاً في مدينة شلمنقة منذ عام 1130، حينما حضر مديرها مجلساً في كاريون.
في عام 1218، منح ألفونسو التاسع ملك ليون فئة الدراسة العامة لهذه المدارس باسم مدرسة شلمنقة. ويكشف اسم الدراسة العامة عن تنوع التعاليم المقدمة، من ميزاتها أنها ليست خاصة (مفتوحة على كل شيء) وصلاحية عنوانيها. أنشئت جامعة شلمنقة كجامعة قانونية بشكل بارز، تماشيا مع جامعة بولونيا وعلى نقيض كل من جامعات أوكسفورد وباريس فهي أكثر تركيزا على الإلهيات والفنون. وفي عام 1254، منح ألفونسو العاشر الحكيم للجامعة قوانين تعرّف النظام المالي لها وتنشئ وظيفة أمين المكتبة ومناصب أخرى جديدة. جامعة شلمنقة أصبحت الجامعة الأولى في أوروبا لاحتوائها على مكتبة عامة. الجامعة كانت ممولة من الكنيسة بشكل غير مباشر. وجاءت أموال الجامعة من ثلثي عشر الكنيسة، على أن يكون العشر ضريبة على الإنتاج الزراعي. تأثر الوضع الاقتصادي للجامعة بشكل كبير بالأزمات الزراعية التي تحدث بشكل متكرر. توفرت بعد ذلك دراسات في القانون والطب والمنطق والنحو والموسيقى. كان يتمتع مدرسو المواد المتعلقة بالقانون برواتب أعلى لكون الجامعة تميل نحو التخصصات القانونية. خلال القرنيين الثالث عشر والرابع عشر قامت بإنشاء مناصب جديدة، خصوصاً في القانون، وجاء التكريم النهائي في عام 1255 مع المرسوم البابوي للبابا ألكسندر الرابع الذي منحها رخصة التعليم في كل مكان، والتي تعترف بصحة الشهادات الممنوحة من جامعة شلمنقة في جميع أنحاء العالم. وبين عام 1381 و1386 بدأ تدريس اللاهوتيات.
كان التدريس باللغة اللاتينية، وهو ما سهّل التنقل الدولي للمعلمين والطلاب لكونها اللغة المستخدمة في جميع أنحاء أوروبا. كانت أكثر توجهات الطلبة للدراسة في بولونيا وباريس ومونبلييه. ومع ذلك، كان التنقل الدولي في هذه الفترة، ذو أهمية قليلة، فوصل عدد قليل من الطلاب الأجانب إلى شلمنقة. جاء الجزء الأكبر من الطلاب من الهضبة الشمالية والبرتغال وغاليسيا وأستورياس. عرضت الجامعة أبعاداً متدنية من حيث عدد الطلاب مقارنة مع طلبة بولونيا. كان يدرس في شلمنقة في نهاية القرن الرابع عشر 500-600 طالب. كانت الزيادة خلال القرن الخامس عشر مهمة جدا، حيث وصلت إلى 3,000 طالب في بداية القرن السادس عشر، جميعهم ذكور، وتجاوز عدد رجال الدين عدد العلمانيين.
استغرقت المؤسسة قروناً لإنشاء مبانيها الخاصة فعقدت الدروس حتى القرن الخامس عشر في دير الكاتدرائية القديمة والمنازل المستأجرة ومبنى البلدية وفي كنيسة سان بونيتو. أول مبنى جامعي خاص كان كلية سان بارتولومي (التي كانت تعرف باسم «الكلية القديمة»، وأسسها الأسقف دييغو دي أنايا مالدونادو، وكان قد تم البدء ببنائها في عام 1401. الكاردينال الأراغوني بيدرو دي لونا، والذي سيكون بعد ذلك البابا بيندكتوس الثالث عشر، وهو الحامي الأكبر للمؤسسة عزز شراء المباني وأجبرهم في مشاريع البناء في عام 1411 على إنشاء المدارس الكبرى (المعروف حاليا كمبنى الجامعة التاريخي). بعد بفترة بنى الملك خوان الثاني المبنى المعروف حاليا بالرئاسة، وبدأ فيما بعد (1428) ببناء المدارس الصغيرة. منح البابا لونا أوامره لبناء المباني الأولى من الجامعة وتم استبدالها بمباني مارتين الخامس عام 1422.
كان التعليم في المدارس الصغيرة للوصول إلى درجة البكالورياس أما التدريس في المدارس الكبيرة فكان للحصول على درجة الدراسات العليا والدكتوراه. وبالإضافة إلى المدارس، يتم تعليم أساليب تدريس التعاليم الدينية في الكليات الكبيرة والصغيرة أو في الأديرة. وجد في إسبانيا في العصر الذهبي ستة كليات كبيرة فقط أربعة منها في شلمنقة: سان بارتولومي، اوفييدو، كوينكا، وسانتياغو، التي تم إضافتها لسنتا كروز في بلد الوليد، وسان الديفونسو في الكالا. ضمت شلمنقة أيضا عدد لا يحصى من الكليات الصغيرة ومراكز جامعات أخرى متعددة الأنواع.

### تألق الجامعة
في الفترة الانتقالية منذ القرن الخامس عشر وحتى السادس عشر، أصبحت جامعة شلمنقة مرجعا وطنيا.
حتى القرن السابع عشر كان ينظر إليها على أنها الجامعة الأكثر تآلقا وشهرة وتأثيرا في إسبانيا، ولديها تنوع كبير في التعليم وفي أفضل التجهيزات المادية والبشرية بالإضافة إلى أن معظم طلابها كانوا دوليين. يرجع ازدهار الجامعة إلى حد كبير إلى غزو إسبانيا لأمريكا وبناء الملوك الكاثوليك لدولة مركزية، مما تطلب توظيف الإداريين والموظفين والفقهاء واستطاعت جامعة شلمنقة تقديمها لهؤلاء الخريجين نظراً لتخصصها في الدراسات القانونية.
في أواخر القرن السابع عشر، أوقف 65٪ من ميزانية الرواتب على المدرسين المختصين في القانون واللاهوت، ونال أساتذة الرياضيات وعلم التنجيم والموسيقى أجوراً أقل. وبحلول عام 1580، وصل إلى شلمنقة 6500 طالب جديد كل عام، ومن بين الخريجين كان اؤلئك الذين ترعاهم الإدارة الملكية الإسبانية ليكونوا موظفو دولة. في أواخر القرن الخامس عشر وبالرغم من الطبيعة القانونية للجامعة فقد انضمت إلى الحركة الإنسانية. ومع أنها ألقت بظلالها على المنطقة الإ أنه أنشئت أيضا جامعة الكالا. في هذه الفترة كان يعيش في شلمنقة بعض من ألمع أعضائها في ما كان يعرف باسم مدرسة شلمنقة. قام أعضاء المدرسة بتجديد اللاهوت ووضع أسس لحقوق المجتمع الحديث والقانون الدولي وعلم الاقتصاد الحديث، وشاركوا بفاعلية في المجمع المسكوني في ترينتون. ودرس أخصائيو الرياضيات في هذه المدرسة تحديث التقويم الزمني بتكليف من البابا غريغوريو، وهم الذين اقترحوا الحل الذي نفذ في وقت لاحق. من المرجح في تلك الحقبة أن ضمن جامعة شلمنقة أقدم طالبات في التاريخ وهنّ بياتريث غاليندو ولوثيا دي ميدرانو، كذلك كانت ميدرانو أول امرأة تعطي دروسا في الجامعة. وناقشت الهيئة التدريسية في الجامعة جدوى مشروع كريستوبال كولون والنتائج المترتبة عليه. ومنذ اكتشاف أمريكا نوقش حق السكان الأصليين بالاعتراف بهم مع كامل الحقوق، والذي كان ثورياً في ذلك الوقت.
في القرن السابع عشر، كان الطابع فكر الحركة الإنسانية مهجوراً وأدى إلى تراجع نسبي. وكان حمل شهادة من شلمنقة أو أن تكون طالباً فيها مفتاحاً للحصول على مناصب مهمة في الإدارة. واستلم أبناء النبلاء الكليات الكبيرة اللواتي توقفن عن تقديم وظيفتهم الأصلية وهي تدريس الشباب الفقراء ذوي القدرات العلمية. وقد تمكنوا من أخذ السلطة لأن الكليات كانت تعمل كمؤسسة ديموقراطية يقرر فيها الدارسون بشكل جماعي جميع مظاهر الحكم بما فيها قبول جميع الطلبة الجدد. كان عددهم كبيراً بما يكفي بحيث أغلقوا التسجيل لأولئك الذين لا ينتمون لطبقة النبلاء، بل وطالبوا بإثباتات على نقاء دم النبلاء من المتقدمين للدراسة.

### الإصلاح
في القرن الثامن عشر، وبشكل خاص أثناء حكم كارلوس الثالث، نُفذّت فيها إصلاحات جعلت جامعة شلمنقة تشكل أحد المحاور الرئيسية للتنوير الإسباني. فعززت الطب والفيزياء والرياضيات والأدب الكلاسيكي. انضم إلى الجامعة رامون دي سالاس أي كورتيس - أستاذ فلسفة الأخلاق والقانون - والشاعر ميليندث بالاديس وعالم الرياضيات والفيلسوف ميجيل مارتيل وأمين مكتبة الجامعة والمترجم والمنهجي والناشر الفكري لخيريمي بينتام توريبيو نونيز سيسي، وعالم الرياضيات خَوان خوستو غارثيا، بالإضافة إلى الشعراء والسياسيين خوان نيكاسيو جايجو ومانويل خوسيه كينتانا. ولعب أغلب الطلاب والأساتذة والمفكرين المرتبطين بالتنوير دورا مهما، من بينهم على سبيل المثال دييغو مونيوث- تورّيرو، وكان لهم دور أساسي في أحداث بلاط كاديث، وإعداد دستور عام 1812، وتطور الليبرالية والفكر التقدمي في إسبانيا بالإضافة إلى إدخال العلوم الاجتماعية الناشئة. وساهم أيضا في هذا التطور أساقفة سلامانكا مثل بيتران وتابيرا لالمتأثرين بالفكر التنويري. وتمت بموجب المرسوم الملكي في 12 يوليو 1807 الموافقة على المناهج الدراسية لكابايرو لجميع الجامعات في المملكة، تبعاً للمبادئ التوجيهية التي وضعتها جامعة شلمنقة، والتي توجهت نحو نوع جديد من الجامعات تركز بدرجة أكبر على العلوم الطبيعية والاجتماعية وبدرجة أقل على القانون واللاهوت، ولكن المخطط انتهى بسرعة بسبب الغزو الفرنسي. حكم فرناندو السابع في إسبانيا واستعاد نظام الحكم المطلق بعد فترة الثلاث سنوات الليبرالية القصيرة 1820-1823، مما أدى إلى إحباط هذه الحركة الفكرية المجددة لفترات طويلة.

### مرحلة التراجع
خلال الغزو الفرنسي بين عامي 1808-1813 دُمِرت العديد من مباني المدارس السالامانكية خلال فترة «معركة شلمنقة» كما أطلق عليها المؤرخون البريطانيون، في جنوب المدينة ما يسمى حاليا شارع «أنتشا»، حيث قامت القوات البريطانية بالهجوم على المدينة في الجزء الذي يضم ثلاثة مواقع فرنسية محصنة، وقامت بتفجير عظيم حين فجرت برميل بارود في دير سان فيسنتي، أحد التحصينات الثلاثة. نُهب ما تبقى من مكتباتها (وقد تم نقل جزء منها إلى القصر الملكي بعد إغلاق الكليات عام 1780). تم استرداد هذه الكتب من أمتعة الملك خوسيه بعد معركة فيتوريا عام 1813، وأعطى فرناندو السابع جزءا منها إلى اللورد ولينغتون كشكر وامتنان، ونُقل جزء آخر إلى مكتبة القصر الملكي. وجزء من هذه الكتب الأخيرة أعيدت إلى مكتبة الجامعة عام 1954. في عام 1852 فُقِدت مكانة الجامعة الباباوية، واعتُمِدَ مرسوم ملكي في 21 مايو ألغي فيه كليتين كنسيتين (القانون الكنسي واللاهوت). بعد خطة بيدال عام 1845، فقدت الجامعة القدرة على إصدار شهادات الدكتوراه، التي أصبحت منحصرة على الجامعة المركزية في مدريد. في ذلك الوقت توقفت شلمنقة عن لعب دور الجامعة النموذج والذي حظيت به جامعة مدريد منذ ذلك الوقت. وخسرت اثنتين من كلياتها: الطب والعلوم، وتم تقليصها إلى قسمين: القانون والفلسفة. مولت حكومة المقاطعة ومجلس المدينة استمرار الجامعة ككليات حرة، ووضع الطب في مبنى كلية ارزوبيسبو وما يسمى بالكلية الحرة للعلوم في مبنى المدراس الصغيرة، واستمر هذا حتى ساهمت رئيسين من رؤسائها وهما اسبيرابيه وأونامونو، في عام 1904، بالاعتراف بها ككليات حكومية.

### استعادة مكانتها
منذ عام 1951، حاول وزير التربية والتعليم، خواكين خيمينيز، تقليل سيطرة الحكومة السياسية على الجامعات، وانفتاح الجامعات الإسبانية على سائر أوروبا، ومنح حكم ذاتي لمديرياتها. شكلت جامعة شلمنقة، وذلك لمكانتها التاريخية، نموذجاً مناسباً لبدء التطبيق، حيث دعمت الحكومة الإسبانية استعدادات الاحتفال بالذكرى المئوية السابعة للجامعة، وذلك في العام الأكاديمي 1953-1954، ليكون هذا الحدث واجهة للسياسات الجديدة المعتمدة. واستغلت الجامعة الحدث لإبراز هدفها في إرجاع مكانة الجامعة المتميزة التي كانت تشغلها من قبل في ساحة الجامعات الإسبانية، وذلك بالتخلي عن وثيقة جامعة المحافظات التي أقرتها السياسة الليبرالية المركزية في القرن التاسع عشر. ونجحت الاحتفالات بالذكرى المئوية للجامعة في إعادة صورة الجامعة من خلال التكريم الذي نالته من أكثر من 70 جامعة عالمية مشتركة في الحفل، اعترفت بجامعة شلمنقة على أنها الجامعة الأم لجميع الجامعات الأمريكية - الإسبانية. وفي الاحتفالات التي تمت في تشرين الأول من عام 1953، نشر رئيس الجامعة، أنطونيو توبار، الاتفاقية الصادرة عام 1948 والتي تعلن عن منح الجامعة درجة الدكتوراه الفخرية إلى فرانسيسكو فرانكو. وأحرزت الاحتفالات بالذكرى المئوية صدىً سريعا، ففي السادس من تشرين الثاني من نفس السنة، أعاد مجلس الوزراء لجامعة شلمنقة القدرة على منح درجة دكتور. وفي أيار عام 1954، قام بإعادة مليار مخطوطة من مكتبات الكليات الرئيسية القديمة التي بقيت في مدريد منذ فترة حكم الملك كارلوس الرابع. وفي عام 1955، منحت الجامعة نظام حكم خاص يتميز بقدرٍ من حرية القرار والحكم الذاتي، والذي كان ممكناً تطبيقه على جامعات أخرى بناءً على النتائج الملحوظة في شلمنقة. ولكن تجمدت هذه العملية عام 1956 بسبب استقالة الوزير رويث- خمينيث، الذي بات عاجزاً عن إقناع القطاعات المحافظة التابعة لنظام فرانكو بالانفتاح والإصلاح.
وعلى الرغم من كل شيء، فقد نهضت الجامعة في تلك الحقبة بمجموعة من الأساتذة الجديرين بالذكر، من بينهم رئيس الجامعة أنطونيو توبار، والرئيس السابق راموس لوسثيرتاليس، والأساتذة غييرمو آرثيه، وميغيل ارتولا، ونوربيرتو كويستا، وغارثيا بلانكو، ومالوكير، ورويث خيمينث، وغرانخيل، وتيرنو غالبان، وثامورا بيثينته، والعديد من الآخرين.
ومنذ نهاية الافتتاح في عام 1956 حتى بدايات العقد في عام 1960، بقي عدد الطلاب في جامعة شلمنقة ثابتاً نسبياً، بين 3000 و4000 طالب. وبدءاً من العام الدراسي 1962-1963، والذي نتج عنه زيادة مستمرة في عدد المسجلين ومضاعفة وصلت إلى 7727 طالب في غضون 10 سنوات بين 1972-1973. ولم تنتج الزيادة في عدد الطلاب بطريقة متجانسة في جميع الكليات، مما أدى إلى التعديل الطاقة الاستيعابية لكل واحدة منهن. وحتى عام 1965، تركزت الكثافة الطلابية في كليتي الحقوق والطب، وبدءاً من تلك السنة بدأت كلية الحقوق بفقدان طاقتها الاستيعابية لصالح كلية الفلسفة والآداب، في حين حافظت كلية الطب على موقعها. وكانت الأسباب الرئيسية في إعادة توزيع الطلبة بين الكليات الزيادة في عدد الطالبات الإناث، والتي أظهرت الأفضلية الكبرى لتعلم الفلسفة والأداب، والزيادة في عدد الطلاب الأجانب – أمريكا اللاتينية أساساً – الذين رغبوا بشكل رئيسي في دراسة الطب. ومنذ عام 1955 حتى عام 1970، زاد التأثير الدولي لجامعة شلمنقة مقارنةً بجامعة مدريد المركزية وجامعة برشلونة، وأيضاً كمرجع مهم من بين الجامعات في تلك الحقبة. وبين عام 1955 و1965، تضاعف التحاق الطلاب الأجانب ثلاث مرات، وسجلت في وقتٍ لاحق انخفاضاً طفيفاً حتى عام 1970، وبشكل عام، فقد تضاعف عدد الطلاب الأجانب من 371 طالباً في عام 1955 إلى 773 في عام 1970. ما متوسطه 80% من الطلبة أتوا من الجزيرة الإيبيريه الأمريكيه وقد توجهوا بالأساس للدراسات الطبية (37,8% من التلاميذ الأجانب جاؤوا إلى هذه الكلية). أدت انطلاقة كلية الطب إلى بلوغ مكانة مؤكده على المستوى الوطني وذلك من خلال إنشاء مراكز ومدارس مختصه كالأبحاث السريريه والمدارس المهنيه لطب العيون وعلم التوليد وطب النساء والحاجة إلى محترفين ومتخصصين بهذا المجال في الإيبيريه الأمريكيه. وقد جاء تلاميذ أجانب بنسبة 11,4% إلى كلية الفلسفة والآداب وبالأخص في الدراسات العليا في فقه اللغة الإسباني الذي بدأ عام 1950 ونتج عنه تعليم اللغة الإسبانيه في جامعة شلمنقة والذي لا يزال مستمرا إلى وقتنا الحالي. الغالبية العظمى من هؤلاء الطلاب أتوا من أوروبا (وبالأخص من المملكة المتحدة) والولايات المتحدة الأمريكيه.

## المعلومات الأكاديمية

### التنظيم
في الوقت الحالي تضم جامعة شلمنقة ست عشرة كلية هي: الفنون الجميلة، علم الأحياء، العلوم، العلوم الزراعية والبيئية، العلوم الكيميائية، العلوم الاجتماعية، القانون، الاقتصاد والأعمال، التعليم، الصيدلة، فقه اللغة، الفلسفة، الجغرافيا والتاريخ، الطب، علم النفس والترجمة والتوثيق، بالإضافة إلى كلية جامعية يدرس فيها التمريض والعلاج الطبيعي.
وبالإضافة إلى ذلك، فإن فروع جامعة شلمنقة في مدن أخرى، تضم معهد البوليتيكنيك العالي في أفيلا، ومعهد البوليتكنيك العالي في ثامورا، والمعهد التقني العالي للهندسة الصناعية في بيخار، وكلية التعليم والسياحة في أفيلا وكلية التربية في ثامورا. وتمتلك جامعة شلمنقة أيضا العديد من مراكز الأبحاث: مركز التوثيق الأوروبي-
- مركز أبحاث السرطان
- مركز تكنولوجي للتصميم الثقافي وتطوير التواصل
- مركز إسباني - برتغالي للأبحاث الزراعية (CIALE)
- مركز للأبحاث والتنمية التكنولوجية للموارد المائية
- مركز أبحاث لغوية (CILUS)
- مركز تكنولوجيا الوسائط المتعددة
- مركز أبحاث في العلوم السلوكية (CICCO)
- مركز أبحاث أمراض المناطق الاستوائية (CIETUS)
- مركز ثقافي إسباني - ياباني
- مركز التاريخ الجامعي ألفونسو التاسع
- مركز الدراسات البرازيلية
- المركز الثقافي في جامعة شلمنقة في كولومبيا
- المركز الثقافي في جامعة شلمنقة في الأرجنتين
- مركز دراسات المرأة
- مركز الدراسات الأيبيرية
- معهد التكامل المجتمعي
- معهد أمريكا اللاتينية
- خدمات مركزية في اللغات

## برنامج البكالوريوس
في الفصل الدراسي 2012-2013 قدمت جامعة شلمنقة 74 درجة بكالوريوس في مختلف فروع المعرفة. فهرس تعليم فقه اللغة يعتبر واحداً من أكثر الفهارس المكتملة في إسبانيا، حيث يضم دراسات في اللغة الإنجليزية، الفرنسية، الألمانية، الإسبانية، البرتغالية، الإيطالية، العربية، العبرية، اللاتينية، اليونانية القديمة وآسيا الشرقية. الجامعة وبحسب صحيفة الموندو وموقع QS للتصنيف العالمي للجامعات تعتبر أفضل الجامعات الإسبانية في دراسة فقه اللغة الإسبانية والإنجليزية.

## برنامج الدراسات العليا
طرحت جامعة شلمنقة 102 تخصص للدراسات العليا في العام الدراسي 2012-2013 من بينهم 16 تخصص ماجستير و23 تخصص دكتوراه، وقد تعددت برامج الماجستير التي ركزت على العلوم الاجتماعية، حيث أن 44% من برامج الماجستير في العلوم الاجتماعية و19% في العلوم الطبيعية و6% في العلوم الصحية و13% في أساليب التعليم. تشكل برامج الدكتوراه مجال أكثر تنوعا من برامج الماجستير، حيث أن 22% من هذه البرامج في العلوم الإنسانية و33% علوم اجتماعية و25% علوم طبيعية تجريبية و14% علوم صحية، وقد تجاوز برنامج أساليب التدريس 6%، وقد أعطي تخصص الهندسة ثقلا أقل من غيره.

## المساهمات
تم عقد اتفاقيات بين الجامعة والشركات والمؤسسات العامة بسبب المدينة العلمية التابعة لجامعة شلمنقة بهدف تشجيع الاستثمار والابتكار التكنولوجي والصناعي، وساهمت مع الجامعة شركات متخصصة في التكنولوجيا الحياتية والخدمات المهنية والتواصل عن بعد والاستثمار التكنولوجي والهندسة وعلم الحاسوب. حازت جامعة شلمنقة عام 1986 بالإضافة إلى جامعة قلمرية في البرتغال على جائزة أمير استوريس للتعاون الدولي.

## التصنيف الدولي
تعد جامعة شلمنقة أفضل جامعة حكومية في إسبانيا في مجال التعليم وفقا للتصنيف الموضَح من خلال معهد التحليل المالي والصناعي لجامعة كومبلوتنسي بمدريد، وقد احتلت المركز السادس في التصنيف العالمي، ووفقا لتصنيفات أكاديمية متنوعة اعتُبرت الجامعة واحدة من أفضل الجامعات الإسبانية في مجال تدريس اللغات الحديثة وعلى وجه الخصوص في تخصصي اللغة الإنجليزية وآدابها واللغة الإسبانية وآدابها، وفي التكنولوجيا الحياتية والعلوم البيئية، وصنفت الجامعة من أفضل 15 جامعة في إسبانيا تبعا للتقييم الجامعي العالمي (QS World University Ranking) والتقييم العالمي للجامعات في شبكة المعلومات التابع لـCSIC)) والتصنيف المحلي الذي يتم سنويا والمنشور في صحيفة الموندو الأسبانية.

## المنشآت

### المباني التاريخية
شيدت المباني التاريخية لجامعة شلمنقة في القرن الخامس عشر، وتنقسم هذه المباني إلى ثلاثة أقسام: مبنى المدرسة الرئيسي، مبنى المدرسة الإعدادية، ومستشفى الطلاب. تقع المباني الثلاثة في ساحة تدعى باحة المدارس في وسط مدينة شلمنقة.

#### مبنى المدرسة الرئيسي
يعتبر هذا المبنى رمزا للجامعة، وتم تشييده عام 1411م، حيث تعتبر واجهة المبنى من أكثر العناصر شهرة فيها حيث تنقسم إلى ثلاث مجسمات: المجسم الأول يحتوي على ميدالية (رصيعة) الملوك الكاثوليك الذين يمسكون نفس الصولجان، وعلى رؤوسهم نير فرناند الثاني وأسهم إيزابيلا الأولى. أما المجسم الثاني فيحتوي في مركزه على درع كارلوس الخامس، ويعلوه تاج مذهل عليه كرة وصليب، وعلى يمينه نجد نسر سان خوان والملوك الكاثوليك، وعلى يساره نجد نسر الإمبراطورية ذا الرأسين. في المجسم الثالث يوجد كنيسة صغيرة يقال أنها كانت مخصصة للبابا بنديكت الثالث عشر حيث كان يدعو رجال الدين إلى هناك (ومن غير المؤكد أنه حتى القرن السادس عشر كان لا يزال مكانا لتمجيد البابا لونا الانشقاقي؛ والمؤكد أنه تم الاتفاق مع مارتن الخامس الذي أكد أن المنح التي كانت تقدم للجامعة وهبت من قبل البابا الأسبق لونا). وقد تم تشييد المبنى بين عامي (1512-1533)، ووفقا لدراسة نشرت من قبل الأستاذة اليسيا م. كانتو في عام 2014، كان خوان دي تالابيرا. وبناء على هذه الدراسة إن هذا البناء قد تم تمويله من قبل الملكة خوانا الأولى من قشتالة، والتي تظهر في المجسم الثاني مقابل ابنها كارلوس الأول (ملك إسبانيا).

#### مبنى المدرسة الإعدادية
كان يستخدم هذا المبنى كمكان لتعليم المواد الممهدة إلى درجة البكالوريس. أما في الوقت الحاضر تم إضافة ملحقات مختلفة للجامعة.

#### مستشفى الطلاب
أنشئت هذه المستشفى عام 1413م، حيث كانت تستخدم كفندق صغير (نُزُل) لتزويد الطلاب بخدمات الإقامة مع القليل من الموارد الاقتصادية. أصبح اليوم هذا المكان مقرا لرئيس جامعة شلمنقة.

#### المكتبات
تتكون جامعة سلامانكا من 22 فرعا.ً وتضم 1.047.284 من المجلدات البيبلوغرافية، مما يجعلها واحدة من أكبر المكتبات في إسبانيا. وهي أيضا تعتبر رابع مكتبة جامعية إسبانية من حيث عدد أماكن القراءة فهي تضم 5379 مكانًا.

#### المتاحف
تحتوي جامعة سلامانكا على ثلاثة متاحف: متحف جامعة سلامانكا، متحف دار أونامونو ومتحف المركزي التعليمي.

### الإقامة
تتكون جامعة سلامانكا من ثلاث كليات عليا وأربع إسكانات للطلاب، مما يجعلها قادرة على إستيعاب 1137 مقعداً وهذا بدوره يجعلها إحدى أكبر الجامعات قدرة على استضاقة أكبر عدد من الطلاب.

## العادات والتقاليد
تعرف جامعة سلامانكا بأنها مدينة الأساتذة والطلاب وفقاً للبنود السبع للحكيم ألفونسو العاشر. تأسست حسب مضمون القرون الوسطى في إطار التسيير الذاتي، المستقلة عن المدينة والتبعية الكتدارئية والتشاركية وغيرها من الامتيازات، وكانت تخضع لقوانينه الخاصة وتعليماته الجنائية حتى أواخر القرن الثامن العشر، ومن الممكن أن يكون عميد الجامعة طالباً ينتخبه أعضاء النقابة والذي تمتد فترة رئاسته سنة واحدة. في حين يتم منح الدراجات الأكاديمية بتوافق مع أعضاء المجلس الإداري مثل الأستاذ الجامعي أو المستشار. ويتم تعيين الكراسي بطريقة الاستقطاب المشترك، من خلال مباراة عمومية تكون أحيانا مصحوبة بمجالس صاخبة مفعمة بالتشجيعات والصراخ وحتى المشجارات، كما وصفها الكاتب دييغو دي توريس فيلارول.
ترجع عائدات الجامعة إلى حد كبير إلى أرباح الأبرشية (في الواقع كانت تعود ثلث ضريبة الكنيسة إلى الجامعة) حيث أن الأسافقة كانوا يطمحون لنقل الأبرشية لتحسين الدخل. هذا ما جعل العديد من أساقفة جامعة سلامانكا مستعدين فكرياً ليكونوا أيضا أساتذة أو عمداء في الجامعة.
يحضر الطلاب إلى القسم مرتدين بذلة ومعتمرين قبعة (زي اعتمد سابقا في المدارس الدينية)، وعند التخريج والحصول على شهادة البكالوريس يرتدي الطلبة شريطا متناسقا مع لون الكلية التي ينتمون إليها، وكانوا يزينون قبعاتهم بأشرطة تتفق مع كلياتهم اتفاقا متناسقا من حيث اللون؛ الأزرق ينتمي لكلية العلوم، الأحمر لكلية القانون، والأصفر يتبع كلية الطب. في حال حصول الخريج على شهادات من كليات متنوعة؛ يتوجب عليه أن يرتدي شريطا يحوي خليطا من ألوان الكليات التي ينتمي إليها، أما طالب الدكتوراه فيعتمر قبعة ذات حاشية بلون الكلية التي ينتمي إليها.
يرتدي أستاذة الجامعة القلنسوة وهي نوع من ثياب الرهبان في الكنيسة ذات الألوان المتعددة. وقامت باقي الجامعات الإسبانية بتقليد هذا النوع من اللباس على الرغم من أنه لم يكن هناك دقة بالغة فيما يتعلق بمغزى كل نوع من الرموز والألوان. وكانت الألوان كما يلي: أزرق سماوي لكلية الآداب، الأزرق الزمردي لكلية الفنون، الأحمر لكلية الحقوق، الأصفر لكلية الطب، أما القرمزي فكان للعلوم الدينية، ثم تم إضافة اللون البنفسجي للصيدلة، والبرتقالي للعلوم الاجتماعية والاقتصادية، واللون الأخضر اختص بالعلوم البيئية، أما البني لكلية الهندسة، ثم الوردي لمجال علم النفس، والأسود لكلية الفنون الجميلة.
تنص القوانين في جامعة شلمنقة على أن الزي الأكاديمي للجامعة يجب أن يكون «تقليديا»، بالتالي نلاحظ وجود مميزات سابقة وتجانس ما بين العباءة والرداء الإسباني الأكاديمي، بالإضافة إلى اعتماد السترة ذات الطابع القانوني، وقد سمح باستخدام الأخير استخداما عاما. يتوافق الزي الأكاديمي لعضو هيئة التدريس بشكل جيد مع الميدالية البسيطة المخصصة له وكذلك الميدالية الخاصة بالأساتذة؛ بالإضافة للقفازات البيضاء وربطة العنق البيضاء، وبالرغم من أن ذلك لم يكن من المألوفات أو من تقاليد شلمنقة، سُمح أن تدمج الألوان الزاهية للجامعة على أكمام السترة.
منذ مطلع القرن السابع عشر، كان من النوادر أن ينال الطلبة شهادة الدكتوراه بسبب النفقات والمصاريف التي تلزم الاحتفال. فكانوا يكتفون بدرجة البكالوريس، التخرج أو الماجستير. وكان طالب الدكتوراه في شلمنقة يدرس الكتب طوال الليل في كنيسة سانتا باربرا في رواق الكاتدرائية القديمة، متحضراً للدفاع عن نفسه وفي اليوم التالي كان يدخل إلى لجنة التحكييم هكذا مثله مثل أي دكتور (حاصل على شهادة الدكتوراه) كان يريد الدخول في هذا السلك وكان يجلس على المقاعد الموجودة في أنحاء لجنة التحكييم.
بدأ الاحتفال بالحصول على شهادة الدكتوراه منذ القرن السابع عشر والذي كان يعد مكلفآ في بعض الأحيان. فكان على طالب الدكتوراة (الذي يضطر في بعض الأحيان إلى دعوة الناس إلى الدير وإقامة مأدُبة طعام عملاقة وتنظيم بعض الحفلات العامة التي كانت تشمل في بعض الأحيان مصارعة ثيران) تقديم الكعك كهدية لأعضاء الهيئة التدريسية. أما زملاؤه فكانو يقومون برسم رمز يتضمن اسم حامل الشهادة (في بعض الرسومات الحديثة كان يرافق هذا الرمز نص قصير)، بنفس الطريقة التي يقومون بها حاليا بعمل الرسوم الجرافيكية. وإذا كان حامل الشهادة من كلية العلوم فإنه يُستخدم دماء الثور كلاصق للرمز، أما إذا كان من كلية الآداب فإن اللاصق يكون من أنواع الخضراوات، على أن يكون في كلتا الحالتين لونه أحمر.
كان هذا الرمز يستخدم لأغراض سياسية خلال فترة حكم الديكتاتور فرانكو، ومنذ قانون مويانو 1857 حتى عام 1953 كانت جامعة مدريد المركزية هي الوحيدة التي تمنح لقب الدكتوراة، ولهذا، ومع بداية الحرب الأهلية، لم يستخدم هذا الرمز لمدة 80 عاما. ومنذ عام 1954 أعيد منح هذا الرمز لطلبة الدكتوراه على الرغم من انخفاض حجم استخدامه واقتصاره على أماكن محددة.

### تقليد رتبة الدكتوراه
في الوقت الحالي، واحدة من أكثر الاحتفالات اللافتة للنظر هي تلك التي تقام في عيد القديس توماس الإكويني والتي يتم فيها منح شهادات الدكتوراة. في هذا الاحتفال كما في الاحتفالات الأخرى المشابهة يتم تشكيل موكب من الأساتذة وأعضاء الهيئة الجامعية، والذين يدخلون القاعة بعد قيامهم بجولة قصيرة حول دير المدارس العليا. ويسبق هذا الموكب مزامير واحتفالات. ويتشكل الأساتذة من مختلف الكليات في صفين وهم يرتدون الزي الأكاديمي الذي يكشف للوهلة الأولى التاريخ الأكاديمي لمرتديه.
منذ القرن التاسع عشر ولوقتنا هذا أصبح يتألف هذا الزي من قطعتين: الأولى وهي السترة السوداء ذات المعاصم مع عباءة كتف يكون لونها خاص بالكلية، أما الجزء الثاني من الزي وهو قبعة التخرج مع شرّابة يكون لونها وفقا للكلية التي حصل منها الطالب على شهادة البكالوريوس، ويكون لون شراريب حوافها وفقا للكلية التي حصل منها الطالب على شهادة الدكتوراة. أما إذا كان الطالب يحمل أكثر من شهادة بكالوريوس فإنه يتم مزج ألوان شراريب القبعة وينطبق هذا أيضا على الحواف للطالب الذي يمتلك أكثر من شهادة دكتوراة، وينطبق الشيء ذاته على الذين يمنحون شهادة الدكتوراة الفخرية، أما القلنسوة يكون لونها وفقاً للكلية حيث درسوا. أما بالنسبة لملابس رئيس الجامعة الذي يغلق الموكب ويحمل عصا تمثل السلطة تكون ملابسه كاملة باللون الأسود. وفي حقبات ماضية كان على الطالب الذي لا يمتلك شهادة جامعية يلبس الثوب الطويل دون عباءة الكتف والقبعة دون شرّابة أو حواف، وطلبة البكالوريوس دون دكتوراة يرتدون قبعة دون حواف. يتم اتباع نظام صارم في الموكب بدءا من المدارس الجامعية ثم الكليات؛ فالكليات التي تأسست في الآونة الأخيرة متقدمة على الأقدم منها. وعليه فإن العلوم البيئية والترجمة، بعدها المدارس الجامعية، وهي الأولى في الموكب. يبعتها العلوم الاجتماعية، الاقتصاد، إدارة الأعمال، الفنون الجميلة، علم النفس، الصيدلة، الطب، الحقوق، الكليات العلمية، وكليات الآداب. بعد مرور هذه التخصصات يمر نواب الرئيس ثم الرئيس .
يترأس كل الاحتفالات الجامعية شخص واحد وهو رئيس الجامعة، الذي لا يسمح لغيره بترأسها عدا ملك إسبانيا. يقال أن حملة شهادة الدكتوراه من جامعة شلمنقة يتمتعون بامتياز الجلوس بحضور ملك إسبانيا تحت غطاء تماماً أعلى طبقة في الهيكل الارستقراطي.

### ضفدع شلمنقة
وهي زخرفة الواجهة الأمامية لجامعة شلمنقة، وتظهر على واجهة المبنى الرئيسي لهذا الصرح الذي تم تشييده بأمر من البابا لونا، وتشكل هذه الزخرفة أحد أهم عوامل جذب السياح لمدينة شلمنقة .
بحسب التقاليد ، فإن الطالب الذي لا يتمكن من تحديد موقع هذه الزخرفة يرسب في فصله الدراسي، وعلى الأرجح فإن هذه الزخرفة ترمز في أصولها إلى الشهوة -فهي لا تُشاهد في الواقع كضفدع وإنما العلجوم وهو رمز للعضو الأنثوي لأنه يترك بيوضه فوق ظهر الأنثى- الذي يقود إلى الموت، وقد مثلت تذكارا للطلاب الذكور ويعود للقرنين الخامس عشر والسادس عشر اللذين تم تشييد البناء خلالهما ليكون منبها لهم بضرورة تركيز جهودهم على الدراسة وليس على الاستسلام لشهواتهم.

## المجتمع

### الطلاب
في السنة الدراسية 2012-2013، وصل عدد الطلاب في الجامعة إلى 31611 طالبا، منهم 25831 طالب جامعي، و5780 طالب خريج. وطلاب الجامعة هم أحد أسباب عالميتها. يشكل الطلاب الأوروبيون التابعين لبرنامج إراسموس ما نسبته 4.75%، وهي النسبة الأعلى بين جامعات إسبانيا. مع الأخذ بعين الاعتبار مجموع الطلاب الأجانب، فإن جامعة شلمنقة تحتل المرتبة الخامسة من بين الجامعات الإسبانية التي تحمل أعلى نسبة من الطلاب الأجانب (من دول غير إسبانيا). في الدراسات العليا، الطابع الدولي للطلاب هو الأكثر بروزاً: فإن طلبة دراسات الماجستير هم الأكثر تنوعاً في الجنسيات في إسبانيا، حيث أن 47٪ من الطلاب أجانب، وطلاب دراسات الدكتوراه من بين الكليات الثلاث الأكثر تنوعاً في الدولة، بنسبة 49٪ طالب من خارج اسبانيا.

### الأساتذة
خلال العام 2012-2013، احتوت جامعة شلمنقة 2487 أستاذ. و10.4٪ من الأساتذة كانوا بروفسورات و29.4٪ كانوا أساتذة مثبتين. و27.1٪ من المجموع كان أساتذة مساعدين.

### الأساتذة والطلاب السابقين
لقد مر في جامعة شلمنقة طلاب أو أساتذة من الشخصيات البارزة في مجال الفنون والعلوم والسياسة إسبان وعالميين مثل فراي لويس دي ليون، فرانسيسكو دي فيتوريا، دومينغو دي سوتو، مارتن دي ازبيلكويتا، توماس دي ميركادو، فرناندو دي روخاس، سان خوان دي لا كروز، أنطونيو دي نبريخا، هرنان كورتيس، بارتولوميو دي لاس كاساس، توماس دي توركيمادا، ماثيو اليمان، لويس دي جونجورا، بياتريس غاليندو «اللاتينية» دوق اوليفاريس، كالديرون دي لا باركا، ازورين، ميغيل دي اونامونو، انريكي تيرنو جالبان وأدولفو سواريز.

## الرياضة
قسم التربية البدنية والرياضة في جامعة شلمنقة مسؤول عن تشجيع الرياضة بين طلابه، سواء كان لأهداف ترفيهية أو تنافسية. في الجانب التنافسي، بالإضافة إلى المشاركة في بطولات الجامعات في إسبانيا، فإنه يشارك في الرياضيات الاتحادية تحت اسم النادي الرياضي لجامعة شلمنقة. قبل عام 2005 نافس باسم الرابطة الرياضية لجامعة شلمنقة. (Salamanca ADU)
المسابقات الاتحادية التي تشارك فيها في الوقت الراهن هي:
- كرة السلة للرجال وللنساء
- كرة الصالة للنساء
- رفع الأثقال
- الرجبي للرجال وللنساء
- كرة الطائرة للنساء

شارك (أد.ي) مجلس مشورى جامعه شلمنقة سابقاً، كعضو في الرياضة الإتحاديه الأخرى مثل ألعاب القوى النسائية، وقد حققت نجاحات بارزة في مسابقت عدة مثل مسابقة كأس الملكة -المسابقة الرسميه بين الأندية الداخليه- عام 1998. وفريق كرة السلة للسيدات (أ.د.ي) مجلس مشورى جامعة شلمنقة، أنشئ عام 1988. وتنافست الجامعة على مستوى عالي، وشكلت رابطة للنساء عام 1992، وبعد موسمين في الدوري حصلت على المركز الأول. أعطت الهيئة الجامعية الحقوق الفدرالية لفريق كرة السلة هالكون بياخيس في عام 1994.

## مجال الفنون والثقافة الشعبية
أما في مجال الفنون والثقافة الشعبية حصل سانسون كاراسكو، واحد من شخصيات رواية دون كيخوتي دي لا مانشا ميغل دي ثيربانتس، على درجة البكالوريوس من جامعة شلمنقة في الموضوع السابع في الرواية، استخدم كاراسكو شخصية حقيقية كانت قد درست في شلمنقة، الجامعة الأكثر شهرة في إسبانيا لإثبات ما يقوله «انا أعلم ما أقول، سيدة الحب، تذهب ولا تحصل على شرف المنافسة معي، مع أنها تعلم أنني حاصل على درجة البكالوريوس من شلمنقة.» المثل الإسباني استخدم اسم جامعة شلمنقة للتعبير عن فكرة أن التعليم والدراسة وحدها ليست كافية لجعل الأشخاص مثقفين ولكن الإنسان بحاجة كبيرة للمهارات الفطرية والذكاء والجهد.

## من مشاهير الطلبة والخريجين
- أدولفو سواريث
- إرنان كورتيس
- أريستيدس رويو، رئيس بنما الأسبق.
- أنطونيو دي نبريخا
- بيدرو كالديرون دي لا باركا
- جول مازاران
- دييغو أورتادو دي مندوثا
- رامون خوسيه دي آرثه
- فرانسيسكو أيالا
- لويس دي غونغورا
- ميغيل دي ثيربانتس
- القديس يوحنا الصليبي

## من مشاهير الأساتذة
- أنطونيو دي نبريخا
- أنطونيو طوبار
- ميغيل دي أونامونو، كان رئيسًا للجامعة لفترتين.
- يوحنا الأشقوبي